# Nemeskosztolány
Nemeskosztolány (szlovákul Zemianske Kostoľany) község Szlovákiában, a Trencséni kerületben, a Privigyei járásban.

## Fekvése
Privigyétől 13 km-re délnyugatra, a Nyitra bal partján fekszik. Alsólelóc tartozik hozzá.

## Története
1331-ben „Coztulan" néven egy határleírásban említik először, de a hozzá tartozó Alsólelőc már 1232-ben szerepel a nyitrai püspökség birtokaként. A későbbiekben Nemeskosztolány története a Kosztolányi családhoz kötődik, amely Kemenecről helyezte ide a család székhelyét és 1600 körül új kastélyt épített. A családnak Kemenecen a 15. században vára állt. A család 1848-ig, a jobbágyság megszüntetéséig volt a falu földesura. Rajtuk kívül a Rajcsányi, Pápai, Brausz, Zsják és a bajmóci Pálffy család rendelkezett birtokokkal a községben. Alsólelócon a Tarnóczy család volt birtokos.
1534-ben a dézsmajegyzék 6 portát számlált a településen. Az 1601-es adóösszeírás szerint két malom és 55 ház állt a településen, ebből a fele, 27 volt nemesek birtokában. A hódoltság idején többször érte török támadás, a falu egy arany 25 dénár adót fizetett a töröknek. A reformáció terjedésével a Kosztolányaikkal együtt a falu lakói is luteránusok lettek. 1715-ben 18 adózója volt. Az evangélikus templom 1736-ban épült fel. Lakói mezőgazdasággal, kézművességgel foglalkoztak. Különösen a szitakészítés érdemel említést, a községben két szitakészítő műhely is működött a 18. században. 1828-ban 73 házában 502 lakos élt.
A 18. század végén Vályi András így ír róla: „KOSZTOLÁNY. Kosztoláni, vagy Nemes Kosztolány. Tót nemes falu Bars Várm. földes Ura Kosztolányi Urak, a’ kiknek lakó helyekkel diszesíttetik, lakosai katolikusok, fekszik Oszlányhoz egy mértföldnyire, határja közép termékenységű, réttye, legelője meg lehetős."
Fényes Elek geográfiai szótárában eképpen ír a községről: „Kosztolány (Nemes-), Bars, most A. Nyitra vmegyében, tót falu, a Nyitra vize mellett: 413 kath. 89 evang. lak. Vannak itt több uri lakások, pálinka-házak, s a t. Földjei szép gabonát teremnek; rétjei jók; erdeje gyönyörü. F. u. Kosztolányi nemzetség. Ut. p. Oszlán."
Borovszky monográfiasorozatának Bars vármegyét tárgyaló része szerint: „Nemeskosztolány, a Nyitra völgyében, Nyitra vármegye határán fekvő, magyar és tót kisközség, hol azonban a tótok vannak a legtöbben. Lakosai róm. katholikusok és ág. ev. vallásúak s számuk 492. Régi egyház, mely már 1611-ban mint „antiqua ecclesia" szerepel. Első temploma, lelkészlaka és iskolája Felső-Kosztolányban a mostani Felső-Kameneczen volt. Templomát 1685-ben Hunyady László alispán a róm. katholikusok számára foglaltatta le s lelkészét Sabatitius (Szabadka) Jánost elfogva, Oszlányba vitette. Nemes-Kosztolányban Kosztolányi Zsigmond és neje szül. Justh Zsófia építettek templomot, melyet 1710-ben az oszlányi plébános foglalt el. Ez a Kosztolányi Zsófia volt az, ki özvegy korában fiait Eleket, Józsefet és Andrást, hogy őket az ev. vallásnak megmentse, Szászországban neveltette. Az e vidéken lakó ev. családoknak 1734-ben, III. Károly alatt, sikerült a Simonyra beczikkelyezett templomépítési engedélyt Nemes-Kosztolánynak megszerezni. Igy lett a nemeskosztolányi egyház „articularis." A község határában barnaszéntelepek vannak. Van postája, távirója és vasúti állomása. Ide tartozik Trebnyistye telep is."
A trianoni diktátumig Bars vármegye Oszlányi járásához tartozott.
A második világháború alatt a falu a nyitravidéki antifasiszta felkelés egyik központja volt. 1958-ban csatolták hozzá Alsólelócot.

## Népessége
| Év:            | 1994. | 2004.   | 2014.   | 2024.   |
| -------------- | ----- | ------- | ------- | ------- |
| Emberek száma: | 1656  | 1683    | 1741    | 1699    |
| Eltérés:       |       | +1,63 % | +3,44 % | -2,41 % |

| Év:            | 2023. | 2024.   |
| -------------- | ----- | ------- |
| Emberek száma: | 1724  | 1699    |
| Eltérés:       |       | -1,45 % |

1880-ban 137 lakosából 124 szlovák, 7 magyar, 4 német anyanyelvű és 2 csecsemő volt.
1910-ben 524-en lakták, 459 szlovák, 33 magyar és 32 német.
2001-ben 1633 lakosából 1605 szlovák volt.
2011-ben 1679 lakosából 1557 szlovák.

## Neves emberek
- Itt született 1430-ban Kosztolányi György (Georgius Policarpus de Costolan) kalocsai érsek[forrás?], Mátyás király titkára, a király követe a pápai udvarban.
- Itt született 1640-ben Masník Tóbiás (Masnicius) szlovák író, tanár, evangélikus pap.
- Itt született 1669-ben Rajcsányi György, az etika és filozófia professzora, a Nagyszombati Egyetem rektora.
- Itt született 1942. május 10-én Kveta Stražanová szlovák színésznő.
- Innen származik Kosztolányi Dezső író, költő, műfordító.
- Alsólelócon született 1704-ben Tarnóczy Menyhért Jézus-társasági áldozópap és tanár.
- Alsólelócon született 1804-ben Tarnóczy Kázmér, Bars vármegye főispánja.
- Alsólelócon született 1835. május 7-én Tarnóczy Gusztáv.

## Nevezetességei

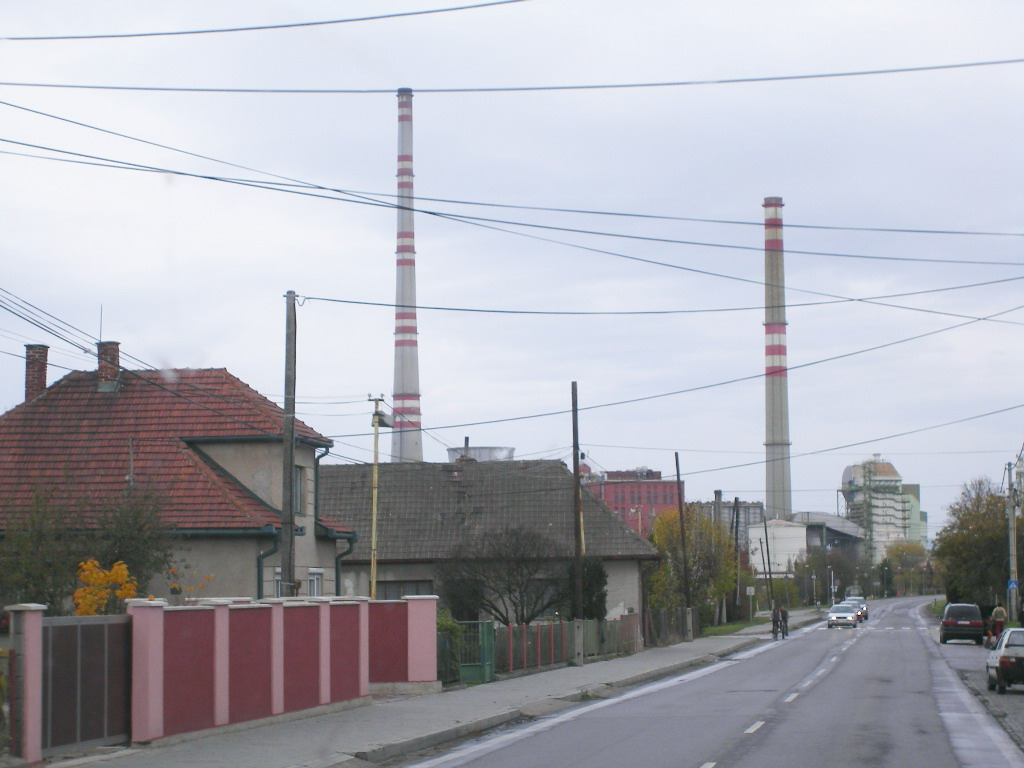
Nemeskosztolányi utcakép, háttérben a nyitranováki hőerőmű kéményei

- A községben négy várkastély is található, két reneszánsz és két barokk; továbbá két barokk temploma is van:
  - Legrégibb reneszánsz kastélyát 1600 körül építette a Kosztolányi család. Az eredetileg négy saroktornyos épületből mára kétemeletes, kétsaroktornyos kastély maradt.
  - A Karolin-kastély a 17. század első felében épült reneszánsz stílusban, a 19. század végén újjáépítették. Kosztolányi Izabella tulajdona volt, majd 1945 után iskola, később iroda működött benne. Ma újra magántulajdon.
  - A Kisasszony-kastély 1727-ben épült, 1815-ben empire stílusban építették át. Kosztolányi Anna tulajdona volt, ma oktatási célokat szolgál.
  - Az evangélikus templom 1736-ban épült barokkban. A 18. század végén, a türelmi rendelet értelmében torony nélkül építették át. Belseje gazdagon kifestett, oltárképe a 17. század végén készült korabarokk stílusban. Szószéke és keresztelőmedencéje 18. századi, orgonája a 17. század végén készült. Sírboltjában a Kosztolányi család tagjai nyugszanak.
  - Keresztelő Szent János tiszteletére szentelt, római katolikus temploma 1699 és 1701 között épült későreneszánsz-korabarokk stílusban. Főoltára 1713-ban készült. A Nagyboldogasszonyt ábrázoló mellékoltára 1700-ból való, korábban Alsólelóc templomában állt. Sírboltjában a Kosztolányi család tagjai nyugszanak.
- Innen származik Kosztolányi Dezső költő családja.

## Lásd még
- Alsólelóc